# Sarraméa
Sarraméa es una comuna en la Provincia Sur de Nueva Caledonia, un territorio de ultramar de Francia en el océano Pacífico.